# ポート・ジャクソン湾

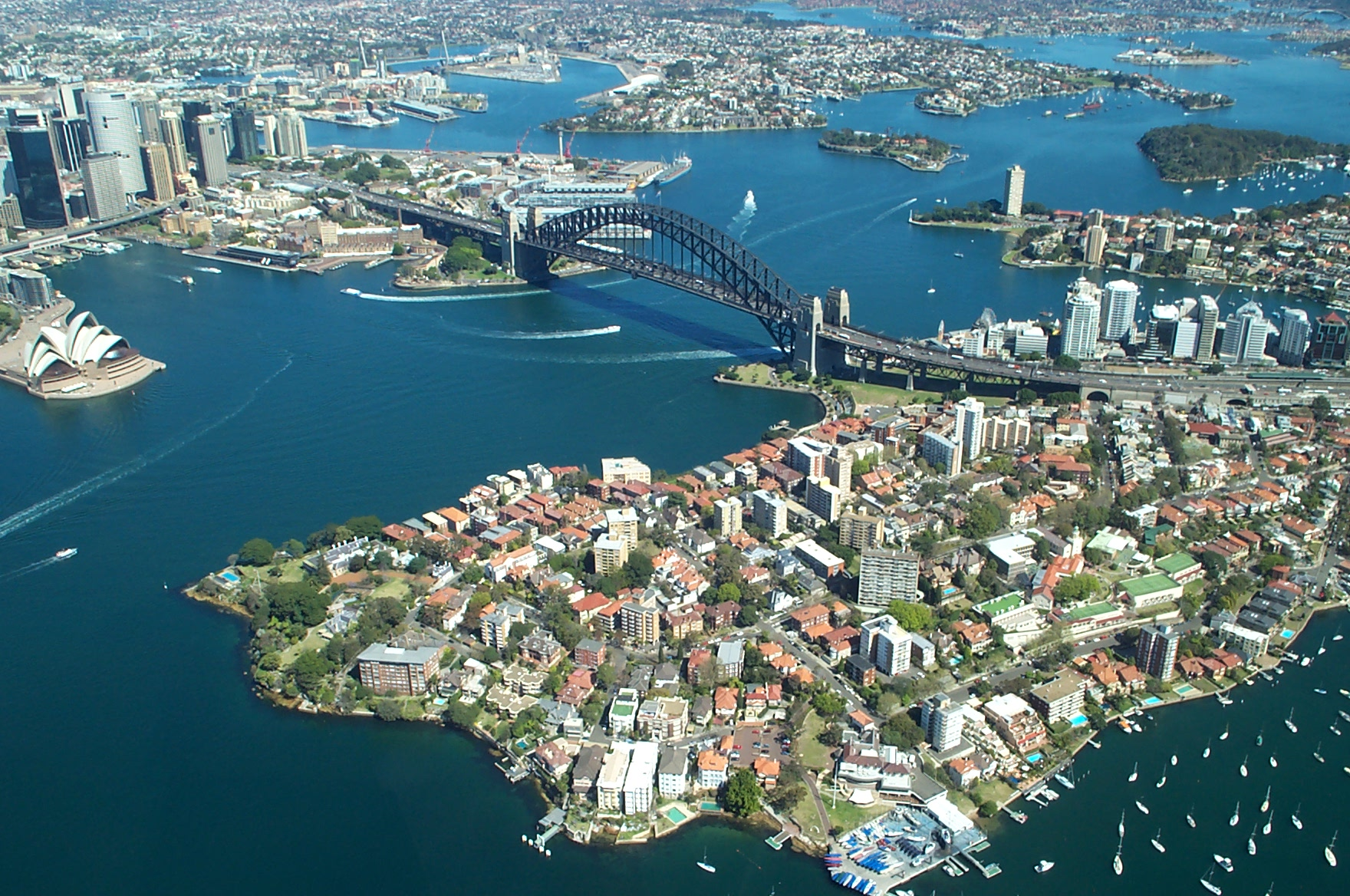
シドニー・オペラハウスとシドニー・ハーバーブリッジが飾るポート・ジャクソン湾。

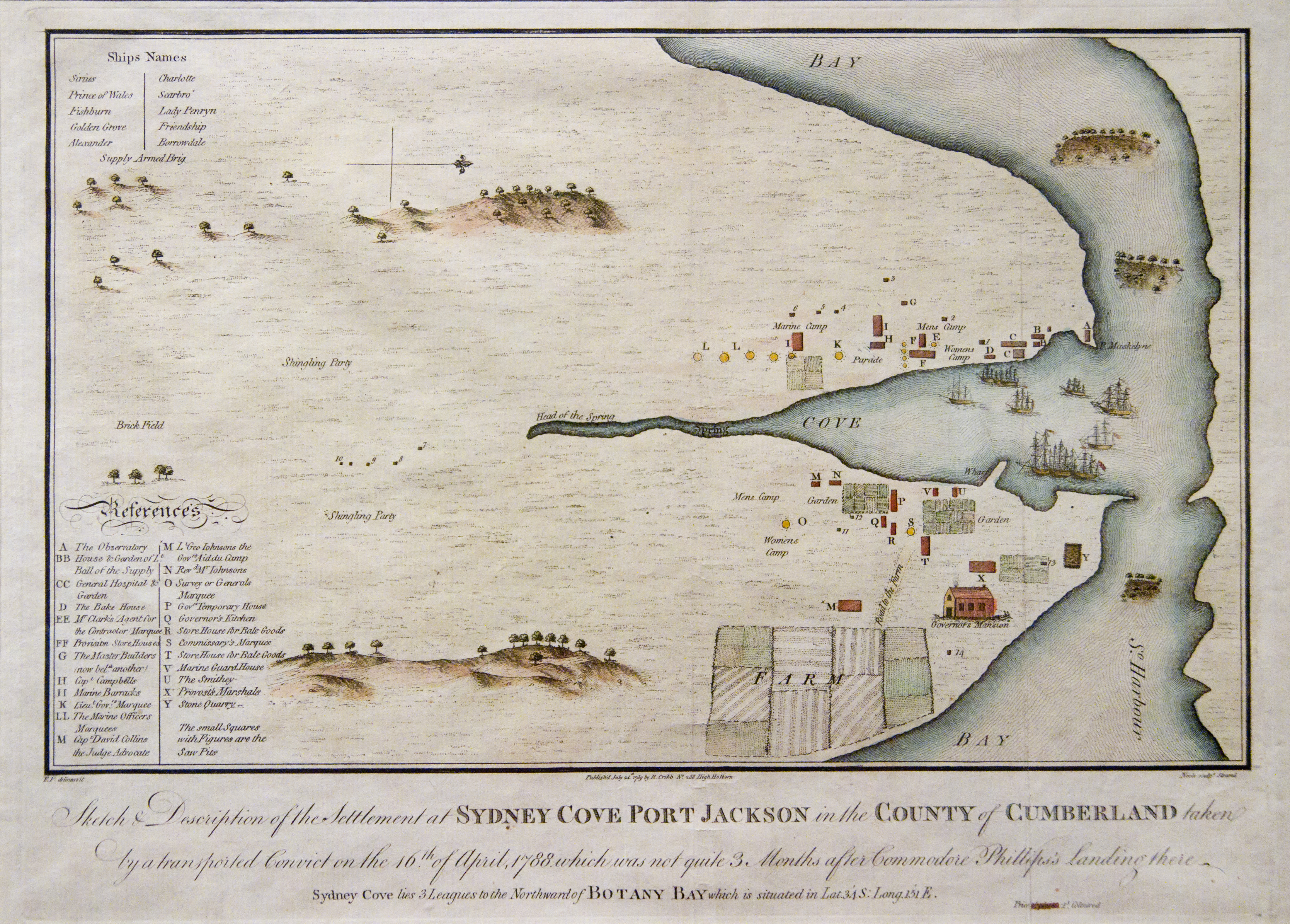
フランシス・フォウクス（Francis Fowkes）による描写、1788年

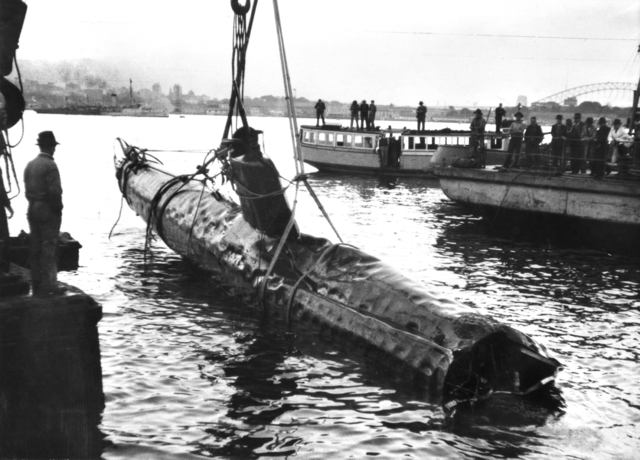
大日本帝国軍特殊潜航艇によるシドニー港攻撃、1942年6月1日

ポート・ジャクソン湾（Port Jackson）は、オーストラリア大陸の東海岸、ニューサウスウェールズ州シドニーの市街地およびシドニー港が面している天然の入り江。湾内はリアス式海岸となっており、湾口から奥までの長さは19キロメートルに及ぶ。湾の最奥部はパラマタ川の河口であり、淡水域となっている。
1770年にイギリス海軍のジェイムズ・クックがエンデバー号でヨーロッパ人として最初に到達し、知り合いのジョージ･ジャクソンにちなんで命名したが上陸はしなかった。1788年、湾内に大陸最初の植民地が設立され、これがシドニー市となった。

## 地形

### 湾内の島
- シャーク島（Shark Island (Port Jackson)）
- クラーク島（Clark Island (New South Wales)）
- フォート・デニソン（Fort Denison）
- ゴート島 (ポート・ジャクソン湾)（Goat Island (Port Jackson)）
- スペクタクル島（Spectacle Island (Port Jackson)）
- コッカトゥー島）
- スナッパー島（Snapper Island (New South Wales)）
- ロッド島（Rodd Island）
- ベネロング・ポイント（Bennelong Point, New South Wales）
- ガーデン島（Garden Island, New South Wales）
- ベリー島（Berry Island, New South Wales）

### 湾に流れる河川
- パラマタ川（Parramatta River）
- レイン・コーブ川（Lane Cove River）
- ダック川（Duck River (New South Wales)）
- アイアン・コーヴ（Iron Cove Creek）
- タンク・ストリーム（Tank Stream）
- ミドル・ハーバー（Middle Harbour）
- ジョンストンズ・クリーク（Johnstons Creek (New South Wales)）
- オルファン・スクール・クリーク（Orphan School Creek）